# Jamajský patois
Jamajský patois, zvaný rovněž pouze patois nebo patwa je jedna z forem angličtiny používaná na Jamajce, jde o zdejší slang či nářečí. Je možné se s ním setkat také v černošských čtvrtích New Yorku, Miami nebo v londýnském Brixtonu. Neměl by být zaměňován s jamajskou angličtinou, která je bližší běžné normě a má v sobě prvky britské i americké angličtiny.
Výraz „patois“ [patua] pochází z francouzštiny, kde označuje, často poněkud hanlivě, místní jazyky nebo nářečí, obvykle používané na venkově. Odvozeno bylo od slovesa patoyer „gestikulovat“, od patte „tlapa, paže“.
Jamajský patois se většinou vyskytuje jen v mluvené podobě, je možné ho slyšet v mnoha jamajských písničkách. V jamajském patois psal např. spisovatel Claude McKaye, který v roce 1912 v tomto jazyce vydal svou sbírku básní nazvanou Songs of Jamaica.

## Příklady

### Číslovky
| Jamajský patois | Česky |
| wan             | jeden |
| tuu             | dva   |
| chrii           | tři   |
| fuo             | čtyři |
| faiv            | pět   |
| siks            | šest  |
| seven           | sedm  |
| iet             | osm   |
| nain            | devět |
| ten             | deset |

## Užitečné fráze
| Jamajský patois         | Česky                   |
| Whaapm?                 | Co se děje?             |
| Suh whaapm breddrin?    | Tak, co se děje bratře? |
| Wha gwaan?              | Co se děje?             |
| Wha gwaan sah?          | Co se děje pane?        |
| Rispek                  | Respekt                 |
| Wha yuh ah deal wid?    | Co se s tebou děje?     |
| Yes, Sah!               | Ano, pane!              |
| Whe yuh ah seh?         | Jak se máš?             |
| Whe you ah seh sah?     | Jak se máš pane?        |
| Irie!                   | Pěkně!                  |
| Nutten nah gwaan.       | Nic se neděje.          |
| Ebryting irie.          | Vše je v pořádku.       |
| Mi deh yah.             | Mám se dobře.           |
| Mi nah deal wid nutten. | Nic se se mnou neděje.  |

## Ukázka patoisu
Pod tímto textem je uvedeno otčenáš v patoisu, pro srovnání angličtina a český překlad.
| "Wi Faada we iina evn, mek piipl av nof rispek fi yu an yu niem. Mek di taim kom wen yu ruul iina evri wie. Mek we yu waahn apm pan ort apm, jos laik ou a wa yu waahn fi apm iina evn apm Tide gi wi di fuud we wi niid. Paadn wi fi aal a di rang we wi du, siem laik ou wi paadn dem we du wi rang. An no mek wi fies notn we wi kaaz wi fi sin, bot protek wi fram di wikid wan." |

| "Our Father in heaven, hallowed be Your name. Your kingdom come, Your will be done, on earth, as it is in heaven. Give us this day our daily bread, and forgive us our debts, as we also have forgiven our debtors. And lead us not into temptation, but deliver us from evil." |

Česky
"Otče náš, jenž jsi v nebesích,
posvěť se jméno tvé,
přijď království tvé,
buď vůle tvá jako v nebi,
tak i na zemi.
Chléb náš vezdejší dej nám dnes
a odpusť nám naše viny,
jako i my odpouštíme našim viníkům
a neuveď nás v pokušení,
ale chraň nás od zlého."

## Vzorový text
“Gad a-go waip dem fies and
jrai op aal a dem yai-waata.
Nobadi naa go ded agen,
so nobadi naa go ala ar baal.
An nobadi naa go fiil no pien, kaaz
dem uol taim sitn de don we wid.“